# جو سوتو
جو سوتو (انگلیسی: Joe Soto؛ زادهٔ ۲۲ مارس ۱۹۸۷) ورزشکار هنرهای رزمی ترکیبی اهل ایالات متحده آمریکا است.